# Pawliwka (hromada Werchnij Rohaczyk)
Pawliwka (ukr. Павлівка) – wieś na Ukrainie, w obwodzie chersońskim, w rejonie kachowskim, w hromadzie Werchnij Rohaczyk. W 2001 liczyła 358 mieszkańców, spośród których 348 wskazało jako ojczysty język ukraiński, a 10 rosyjski.